# GlTF
glTF（Graphics Language Transmission Format）是一種三维计算机图形檔案格，其有.gltf（JSON/ASCII）和.glb（二进制）兩種副檔名。兩種格式都可通過二進制緩衝區（.gltf為Base64字串，.glb為原始數據陣列）實現self-contained。glTF規範由科纳斯组织維護，其支持儲存三维模型、外觀、場景及動畫，旨在成為一種用於 3D 資產的簡化的、可互操作的格式，同時最大限度地減少應用程序的文件大小和處理難度。